# Медицинско право
Медицинско право је посебна грана права која се односи на медицинску делатност. Задњих неколико деценија медицинско право постоји као засебна дисциплина правне науке и као засебно подручје права. Медицинско право обухвата све правне аспекте здравствених делатности, све субјекте, односе и поступке за које право везује одређене правне учинке, односно права и / или обавезе. На овом подручју право и медицина се сусрећу и теже заједничком циљу - очувању човекових највреднијих добара: живота, тела, здравља и људског достојанства, као изузетно значајаног сегмента заштите људских права.
Људски живот и здравље представљају несумњиво вредности највишег нивоа, према којима могу да се мере све друге вредности, и ако би се направила паралела и просуђивало по значају тешко да би правницима нека друга правна наука била потребнија од медицинског права.
Право пацијента на приватност и људско достојанство, у пракси, често бива потиснуто неким јачим правом и вреднијим интересом, његовим или неког трећег. Оно је принуђено на повлачење из разлога који се, најчешће, подводе под стање крајње нужде. А одговор да ли то треба увек да буде тако или се ради о злоупотреби одговор треба да процени и санкционише медицинско право.

## Дефиниције и синоними
Дефиниција
Према дефиницији из уџбеника:
| „ | Медицинско право, у објективном смислу, подразумева скуп правних правила (прописа) која уређују медицинску делатност, утврђују својства лица која ту делатност обављају и њихов однос према корисницима здравствених услуга. | ” |

Сви ти прописи су садржани у Уставу и у свим областима права (кривичном, процесном, управном, грађанском, радном, социјалном, породичном и међународном). У ширем смислу у састав ове дефиниције улазе и прописи који се односе на лекове и медицинска средства. Медицинско право је, према овој дефиницији, предметно ограничена област права која се тиче једне професије и свих оних који користе њене услуге. Медицинско право треба разликовати од правне или судске медицине, која се бави медицинским разјашњавањем одређених чињеница које су правно релевантне; једно је право у медицини а друго медицина у праву.
Синоними
Поред назива медицинско право појављују се у литератури и други сродни називи (биоправо, лекарско право). Међутим у пракси се медицинско и здравствено право често користе као синоними, али суштински ствари (бар према дефиницијама) изгледају овако:

### Основне карактеристике медицинског и здравственог права
| Медицинско право | Здравствено право |
| --- | --- |
| - Медицинско право је грана права која се односи на медицинску делатност. - Оно обухвата све правне аспекте свих здравствених делатности, све субјекте, односе и поступке за које право везује одређене правне учинке. | - Здравствено право или „право здравља“ (енгл. ) – је скуп правних правила којима се регулише спровођење и пружање одговарајуће, потребне, правно признате и неопходне здравствене заштите, стручним обављањем здравствене делатности од стране овлашћених здравствених радника. - Здравствено право суштински обухвата медицинско право у ширем смислу, будући да у себи обухвата све правне прописе који су у интересу здравља људи, како у јавноправним, процедуралним и привредним питањима, тако и функционисања здравственог система уопште. - Поједини теоретичари сматрају здравствено право обухватнијим и у оквиру њега изучавају и питања медицинског права. |

## Историја
Прва писана сазнања о несавесном лечењу датирају још из времена Старог вавилонског царства, које свој пуни развој достиже у време Хамурабија (1792. п. н. е—1750. п. н. е.), када је донет први писани закон робовласничког друштва – „Хамурабијев закон“, у њему између осталог у параграфу 218 до 220, регулише хонарар хирурга за лечење, али и тешке казне за неуспех.
Мада се из напред наведеног и многих других списа кроз историју сажеци медицинског права налазе у давној прошлости, медицинско право је, у поређењу са другим областима права, млада правна дисциплина, која је тек у 21. веку у пуном и динамичном развоју.

Све до почетка двадесетог века, право се мало уплитало у односе између пацијента и лекара (односно здравствених радника) као и у медицинску делатност, па је медицина у том погледу имала привилегован положај у поређењу с другим професијама. Сматрало се да таква контрола од стране друштва односно државе, осим у неким најосновнијим питањима, није ни неопходна. Веровало се да у здравственој делатности довољну и успешну контролу могу успоставити и обављати сами медицински радници преко својих професионалних удружења и комора, служећи се медицинском етиком.

## Полазне основе
Пеманентно нагомилавање нових сазнања научне медицине, од дијагностике до терапије, донео је и неколико сложене проблеме. У таквим условима зравствени радници нашли су се у позицији посебно одговорних професионалаца не само према болеснику већ и према заједници у целини и њеном развоју, а држава у обавези да посебним правним нормама регулише и правно заштити здравствене раднике као и све чланове заједнице, а не само болеснике. Као резултат ових тежњи настао је развој медицинског права, нове и специфично ограничена области права.
У разматрању појединих претпоставаки одговорности у здравственој делатности тежиште је, по природи ствари, на радњама и пропустима (штетна радња) здравствених установа и здравствених радника. Настанак обвезноправног односа одговорности за штету, као уосталом и сваког другог правног односа, везано је за кумулативно испуњење законом одређених претпоставки. Неке од њих су заједничке за све врсте одговорности за штету (субјекти одговорности, штетна радња, штета, узрочна веза, противправност у објективном смислу), док су друге (посебне) одговорности карактеристичне за поједине врсте одговорности. Тако је за субјективну одговорност, поред општих претпоставака, потребна и кривица штетника, за уговорну одговорност постојање уговорне обавезе и њена повреда. За објективну одговорност, међутим карактеристично је, да се не захтева кривица штетника као претпоставка његове одговорности.
Постоји више радњи и пропуста у вези са пружањем здравствених услуга којима се може нанети штета (са правним последицама) њиховим корисницима. Њихова систематизација углавном је ствар правне теорије сваке поједине земље и начина правног уређења здравствене заштите грађана. Како је правна теорија тек у настајању, она се различито тумачи и регулише у различитим земљама. У највећем броју земаља то право је регулисано кроз Закон о здравственој заштити, у коме вежи право на накнаду штете за „пружање неодговарајуће здравствене услуге." У упоредном праву, односно правној теорији, највећи број радњи и пропуста којима се може нанети штета пацијенту обухваћени су под називом; грешке у третману (Behandlungsfehlerу) и грешке у обавештавању пацијента (Aufklärungsfehler).

## Фактори од значаја за развој медицинског права
Најбитнији разлози развоја медицинског права су следећи:
1. Нагли развој медицине и пораст здравствених радника и сарадника у здравственој заштити и изражен развој система здравствених институција, утицали су на слабљење унутрашње, професионалне, контроле засноване на принципима медицинске етике и деонтологије.
2. Савремени развој и све масовнија промена софистициране опрема медицини је наметнуо нове и велике могућности у дијагностици, прогнози и лечењу болести, превенцији болести и зараза и рехабилитацији болесника, што је утицало на повећани ризик по болесника од примене често агресивних и ризичних дијагностичких и терапијских процедура и помагала, и самим тим наметнуло потребу за правним регулисањем ове области.
3. Са напретком медицине све више су постала евидентна права пацијента на самоодређење, када је у питању заштита његовог личног здравља и живота, што је за последицу имало замену лекарског патернализма, за поштовање аутономије пацијента, која је постала примарна. Тиме је промењена методологија рада у медицини, а са њом се промењенила и медицинска етика, која се развојно све више ослања на медицинско право.
4. Средствима јавног информисања као што су радио, телевизија и штампа, опште „медицински необразовано“ становништво је све више едуковано из области медицине, али и из области здравствене културе. Тако је настало слабљење традиционаланог патерналистичког односа лекара према болеснику у замену за принцип партнерске сарадње у односима лекар - болесник на заједничком задатку брзог и ефикасног лечења и комплетног оздрављења, са подељеним и узајамним обавезама и лекара, и болесника.
5. Развојни токови савремене медицине довели су и до све чешћих парница против здравствених радника због учињених пропуста и/или непотребних прегледа и испитивања, али и због погрешних уверења корисника здравствених услуга и њихове родбине.
6. Схватајући медицинску делатност и лекарску професију као област од изузетног друштвеног значаја, Заједница је увидела да не може оставити медицинску делатност без спољашње друштвене и правне контроле.

## Улога и задаци медицинског права
Право на телесни интегритет истовремено је и право особе на сопствено несметано телесно и билошко постојање, којим се истовремено и забрањује да људи постану објекти било какве принуде у лечењу. Зато је ово је право у свим правним системима света уређено одговарајућим правним прописима, а уређено је и на међународном нивоу билатералним и мултилатералним међународним уговорима / конвенцијама. У смислу овог права, свака особа је овлашћена да располагаже својим телесним интегритетом до одређених граница које постављају туђа права, законска ограничења и интереси шире заједнице. Тако је настало медицинско право као посебна дисциплина која између осталог треба да одговори на питање где се налази та граница?
Како би се олакшало спровођење права човека на несметано телесно и душевно постојање и његово здравље, у медицинском праву постоји скуп правних правила којима се уређује или утврђује:
- медицинска делатност,
- статус особа које ту делатност обављају, као и њихов однос са корисницима њихових услуга,[21]
- заштита права човека на здравље,
- здравствена заштита и здравствено осигурање,
- одговорност и права здравствених радника и здравствених организација и организација здравства као јавне делатности од посебног друштвеног интереса.[22]

Иако су учестали приговори дравствених радника да се медицинско право, односно право у целини, претерано меша у медицинску област, и тиме спутава напредак медицине имају оправдање, али само донекле. Јер право не ствара неповерење између медицине и права, већ позива право да интервенише, у случајевима нарушене медицинске етике.

## На чему се заснива медицинско право?
Медицинско право заснива се пре свега на чињеници да успостављање односа лекар - пацијент као однос неједнаких. Принципи медицинског права утврђују да болестан човек има:
Право на одговарајуће лечење и поштовање достојанства — а све у оквиру граница расположивих материјалних добара у заједници, издвојених за здравствену заштиту.
Право на истиниту информацију — ако је затражи пацијент, о свом здрављу, као и о спроведеном терапијском третману,
Право увида у медицинску документацију — која може да се изостави од стране лекара, уколико би откривене информације изазвале озбиљан ризик по здравље или живот болесника. Тада се користи добронамерна лаж – pia fraus,
Право на чување медицинске тајне
Право на самоодлучивање, односно самоодређење у погледу терапије и терапијских процедура — које ће бити над њим спроведене. Ако одбије предложен третман, пацијенту треба предложити неки други (алтернативни) облик лечења.

## Систематизација одштетног права у пружању здравствених услуга
Једна од систематизација која би уједно била прикладна за српско одштетно право, која најважније штетне радње и пропусте у пружању здравствених услуга сврстава у следеће четири групе:
Повреда правила здравствене струке
Повреда правила здравствене струке односи се на намерну или ненамерну лекарску грешку. Ово поступање лекара је противно правилима медицинске струке (лат. contra legem artis) или непоштовање правила која чине медицински стандард (скуп правила којих се мора придржавати сваки лекар приликом интервенције).
Лекарска грешка која се традиционално и упорно везује за поступке лекара и њихову правну одговорност, има много шире импликације, јер се може односити и на поступке било ког здравственог радника који учествује у лечењу пацијената. Једним делом то је последица чињенице да јавност у принципу лекара сматрају одговорним за пацијента (па тако и за случај погоршања његовог здравља), а другим што се у судкој пракси процеси најчешће воде против лекара.
Повреда права на телесни интегритет
Повреда права на телесни интегритет заправо се односи на све облике медицинског лечење без пристанка пацијента.
Повреда обавезе пружања хитне медицинске помоћи
Повреда обавезе склапања уговора о здравственој услузи.